# Haplogrup mitocondrial humà CZ
L'haplogrup mitocondrial humà CZ és un haplogrup humà que es distingeix per l'haplotip dels mitocondris.
Actualment es troba en poblacions eurasiàtiques.

## Relació amb altres haplogrups
L'haplogrup CZ és descendent de l'haplogrup M i d'ell descendeixen els dos clades de l'C i Z.